# Gymnogramma davallioides
Gymnogramma davallioides là một loài dương xỉ trong họ Pteridaceae. Loài này được Hort.Stelzner mô tả khoa học đầu tiên.
Danh pháp khoa học của loài này chưa được làm sáng tỏ. 